# Brad Silberling
Bradley Mitchell Silberling (Washington D.C., 8 september 1963) is een Amerikaanse televisie- en filmregisseur. Hij is getrouwd met actrice Amy Brenneman met wie hij twee kinderen heeft, Charlotte Tucker (20 maart 2001) en Bodhi Russell (8 juni 2005).
Silberling studeerde aan de UCLA filmschool. Hij kreeg het voor elkaar om een carrière op te starten in de amusementsindustrie voordat hij zijn studie afrondde. In 1986 kreeg hij een baan als productieassistent voor een kindertelevisieprogramma. Vanaf daar groeide hij door tot regisseur van verschillende afleveringen van grote televisieseries en uiteindelijk tot regisseur van films.

## Filmografie

### Als regisseur

#### Televisiefilms en -series
- L.A. Law
- NYPD Blue
- Judging Amy
- Doogie Howser, M.D.
- Dynasty (2017)

#### Speelfilms
- Casper (1995)
- City of Angels (1998)
- Moonlight Mile (2002)
- Lemony Snicket's A Series of Unfortunate Events (2004)
- 10 Items or Less (2006)
- Land of the Lost (2009)

- Bibsys: 99042300
- Biblioteca Nacional de España: XX1421038
- Bibliothèque nationale de France: cb14137359p (data)
- Gemeinsame Normdatei: 120776979
- International Standard Name Identifier: 0000 0000 7139 6349
- Library of Congress Control Number: n88295148
- Nationale Bibliotheek van Tsjechië: xx0188996
- Nationale Bibliotheek van Israël: 987007427977905171
- Nederlandse Thesaurus van Auteursnamen: 146957334
- Réseau des bibliothèques de Suisse occidentale: 02-A005824277
- SNAC: w6mq8gqw
- Système universitaire de documentation: 185014577
- Virtual International Authority File: 37756484
- WorldCat: E39PBJpjfV6g4qCgwk8VcGTmBP